# Athlétisme aux Jeux mondiaux militaires d'été de 2003
Navigation
Édition précédente Édition suivante
Les compétitions d'athlétisme des 3es Jeux mondiaux militaires ont eu lieu à Catane en Italie du 6 au 8 décembre 2003.

## Résultats

### Hommes
| Épreuve                 | Or                                 | Or                 | Argent                                 | Argent          | Bronze                                | Bronze          |
| ----------------------- | ---------------------------------- | ------------------ | -------------------------------------- | --------------- | ------------------------------------- | --------------- |
| 100 m (vent : −1,8 m/s) | Bruno Pacheco Brésil               | 10 s 53            | Rodrigo de Araújo Brésil               | 10 s 57         | Salem Mubarak Al-Yami Arabie saoudite | 10 s 58         |
| 200 m                   | Evgenios Papadopoulos Grèce        | 21 s 76            | Bruno Pacheco Brésil                   | 21 s 77         | Roman Smirnov Russie                  | 21 s 77         |
| 400 m                   | Vincent Mumo Kiilu Kenya           | 46 s 39            | Matija Šestak Slovénie                 | 46 s 88         | Johnson Kubisa Botswana               | 46 s 98         |
| 800 m                   | Joseph Mutua Kenya                 | 1 min 48 s 84      | Rashid Mohammed Bahreïn                | 1 min 49 s 28   | Michael Rotich Kenya                  | 1 min 49 s 70   |
| 1 500 m                 | Abdelkader Hachlaf Maroc           | 3 min 55 s 12      | Fabio Lettieri Italie                  | 3 min 55 s 66   | Tarek Boukensa Algérie                | 3 min 56 s 47   |
| 5 000 m                 | Sammy Kipketer Kenya               | 13 min 59 s 30     | Benjamin Limo Kenya                    | 13 min 59 s 43  | Günther Weidlinger Autriche           | 14 min 00 s 83  |
| 10 000 m                | John Cheruiyot Korir Kenya         | 28 min 38 s 93     | Dieudonné Disi Rwanda                  | 28 min 49 s 63  | Francesco Bennici Italie              | 28 min 50 s 20  |
| 110 m haies             | Artur Kohutek Pologne              | 14 s 12            | Mubarak Ata Mubarak Arabie saoudite    | 14 s 16         | Alexandru Mihailescu Roumanie         | 14 s 30         |
| 400 m haies             | Ibrahim Al-Hamaidi Arabie saoudite | 51 s 44            | Anderson dos Santos Brésil             | 51 s 62         | Panayotis Andriopoulos Grèce          | 52 s 03         |
| 3 000 m steeple         | Abel Yagout Jawher Bahreïn         | 8 min 42 s 97      | Jan Zakrzewski Pologne                 | 8 min 43 s 85   | Abraham Cherono Kenya                 | 8 min 45 s 36   |
| 4 × 100 m               | Italie                             | 41 s 07            | Kenya                                  | 41 s 33         | Arabie saoudite                       | 41 s 53         |
| 4 × 400 m               | Pologne                            | 3 min 11 s 24      | Kenya                                  | 3 min 11 s 47   | Colombie                              | 3 min 13 s 05   |
| Marathon                | Francesco Ingargiola Italie        | 2 h 14 min 51 s GR | Lim Jin-Soo Corée du Sud               | 2 h 17 min 10 s | Jumah Omar Al-Noor Qatar              | 2 h 17 min 22 s |
| 10 000 m marche         | Alessandro Gandellini Italie       | 39 min 29 s 45 GR  | Ilya Markov Russie                     | 39 min 33 s 16  | Ivan Trotskiy Biélorussie             | 39 min 34 s 99  |
| Saut en hauteur         | Yuriy Krymarenko Ukraine           | 2,18 m             | Pyotr Brayko Russie                    | 2,15 m          | Kyriakos Ioannou Chypre               | 2,15 m          |
| Saut à la perche        | Igor Pavlov Russie                 | 5,45 m             | Pavel Gerasimov Russie                 | 5,30 m          | Artem Kuptsov Russie                  | 5,15 m          |
| Saut en longueur        | Ruslan Gataullin Russie            | 7,81 m             | Hussein Taher Al-Sabee Arabie saoudite | 7,80 m          | Kirill Sosunov Russie                 | 7,77 m          |
| Triple saut             | Aleksandr Sergeyev Russie          | 16,23 m            | Hussein Taher Al-Sabee Arabie saoudite | 15,98 m         | Fabrizio Schembri Italie              | 15,69 m         |
| Lancer du poids         | Milan Haborák Slovaquie            | 19,55 m            | Roman Virastyuk Ukraine                | 19,30 m         | Leszek Śliwa Pologne                  | 18,86 m         |
| Lancer du disque        | Diego Fortuna Italie               | 60,16 m            | Aleksandr Borichevskiy Russie          | 59,14 m         | Jo Van Daele Belgique                 | 58,59 m         |
| Lancer du marteau       | Miloslav Konopka Slovaquie         | 75,59 m            | Vladislav Piskunov Ukraine             | 74,88 m         | Ilya Konovalov Russie                 | 72,86 m         |
| Lancer du javelot       | Aleksandr Ivanov Russie            | 78,13 m            | Vadims Vasilevskis Lettonie            | 77,81 m         | Tero Järvenpää Finlande               | 74,32 m         |

### Femmes
| Épreuve           | Or                            | Or                | Argent                             | Argent          | Bronze                         | Bronze          |
| ----------------- | ----------------------------- | ----------------- | ---------------------------------- | --------------- | ------------------------------ | --------------- |
| 100 m             | Yuliya Timofeyeva Russie      | 12 s 11           | Yekaterina Grigoryeva Russie       | 12 s 29         | Francesca Cola Italie          | 12 s 33         |
| 200 m             | Yuliya Timofeyeva Russie      | 24 s 70           | Jani Chathurangani Silva Sri Lanka | 24 s 80         | Olga Goncharenko Russie        | 25 s 27         |
| 400 m             | Awatef Ben Hassine Tunisie    | 54 s 37           | Olga Maksimova Russie              | 54 s 40         | Omolade Akinremi États-Unis*   | 54 s 44         |
| 800 m             | Seltana Aït Hammou Maroc      | 2 min 06 s 86     | Brigita Langerholc Slovénie        | 2 min 07 s 38   | Svetlana Klyuka Russie         | 2 min 07 s 84   |
| 1 500 m           | Tatyana Buloychik Biélorussie | 4 min 27 s 67     | Élodie Olivares France             | 4 min 27 s 97   | Leïla Hmatou Maroc             | 4 min 29 s 07   |
| 5 000 m           | Mihaela Botezan Roumanie      | 15 min 10 s 69 GR | Zhor El Kamch Maroc                | 15 min 15 s 41  | Restituta Joseph Tanzanie      | 15 min 19 s 53  |
| Marathon          | Jo Bun-Hui Corée du Nord      | 2 h 36 min 54 s   | Oh Song-Suk Corée du Nord          | 2 h 40 min 03 s | Heléne Willix Suède            | 2 h 40 min 16 s |
| 400 m haies       | Irêna Žauna Lettonie          | 57 s 35 GR        | Omolade Akinremi États-Unis*       | 58 s 82         | Lara Rocco Italie              | 58 s 93         |
| Saut en hauteur   | Anna Chicherova Russie        | 1,89 m            | Olga Kaliturina Russie             | 1,89 m          | Oana Pantelimon Roumanie       | 1,86 m          |
| Saut en longueur  | Tatyana Ter-Mesrobyan Russie  | 6,03 m            | Livea Pruteanu Roumanie            | 5,95 m          | Cristina Nicolau Roumanie      | 5,93 m          |
| Triple saut       | Cristina Nicolau Roumanie     | 13,45 m GR        | Livea Pruteanu Roumanie            | 13,29 m         | Anja Valant Slovénie           | 12,65 m         |
| Lancer du marteau | Zhang Wenxiu Chine            | 69,89 m GR        | Ester Balassini Italie             | 65,70 m         | Tatyana Lysenko Russie         | 56,50 m         |
| 5 000 m marche    | Yelena Nikolayeva Russie      | 22 min 11 s 69 GR | Cristiana Pellino Italie           | 22 min 35 s 78  | Olga Kardopoltseva Biélorussie | 22 min 36 s 27  |

* Note: Omolade Akinremi représente les États-Unis (United States Air Force) alors qu'elle possède la nationalité nigériane.

## Tableau des médailles

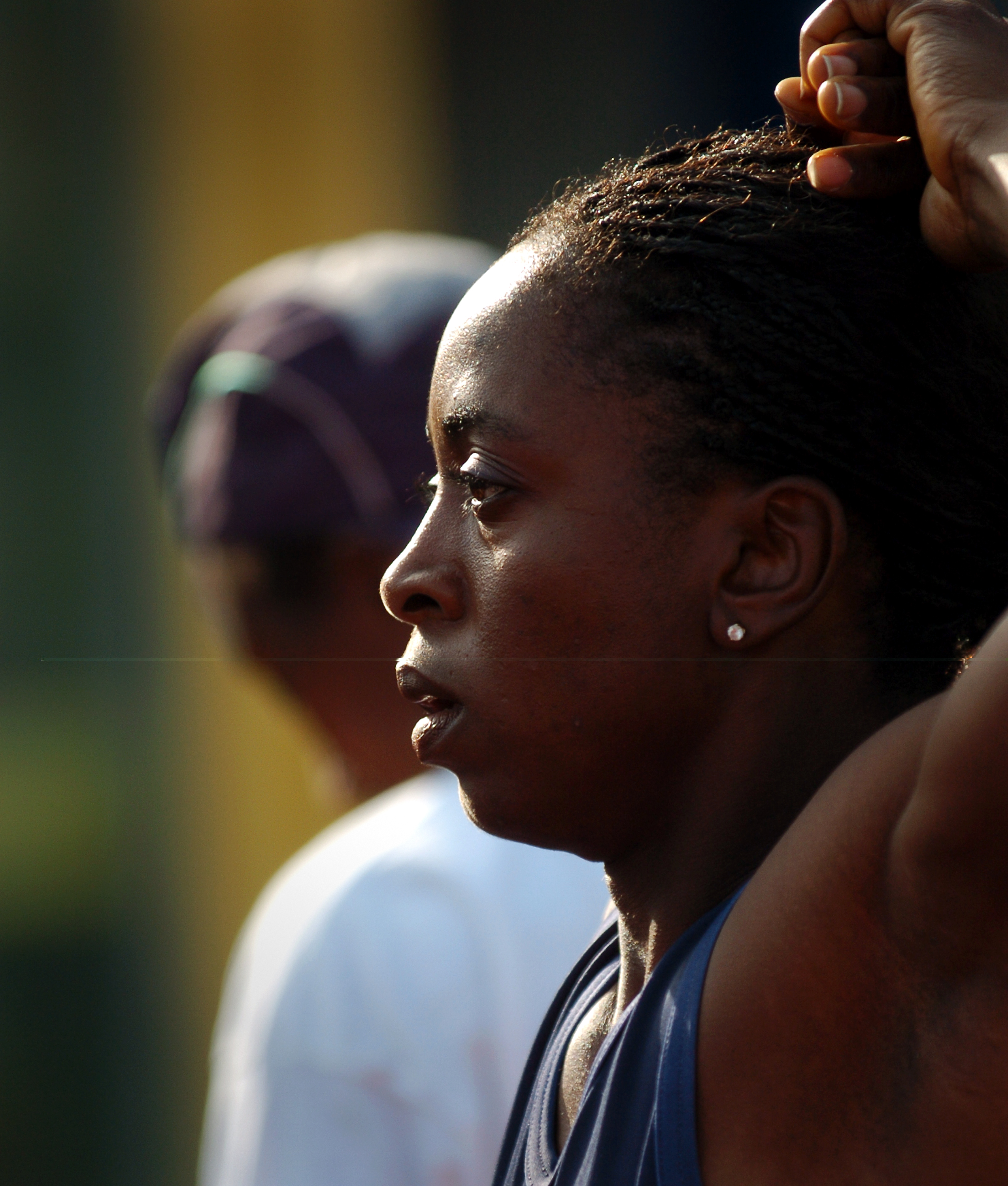
Omolade Akinremi remporte deux médailles.

Pays organisateur
| Rang  | Nation          | Or | Argent | Bronze | Total |
| ----- | --------------- | -- | ------ | ------ | ----- |
| 1     | Russie          | 9  | 7      | 7      | 23    |
| 2     | Italie          | 4  | 3      | 4      | 11    |
| 3     | Kenya           | 4  | 3      | 2      | 9     |
| 4     | Roumanie        | 2  | 2      | 3      | 7     |
| 5=    | Maroc           | 2  | 1      | 1      | 4     |
| 5=    | Pologne         | 2  | 1      | 1      | 4     |
| 7     | Slovénie        | 2  | 0      | 1      | 3     |
| 8     | Slovaquie       | 2  | 0      | 0      | 2     |
| 9     | Arabie saoudite | 1  | 3      | 2      | 6     |
| 10    | Brésil          | 1  | 3      | 0      | 4     |
| 11    | Ukraine         | 1  | 2      | 0      | 3     |
| 12=   | Bahreïn         | 1  | 1      | 0      | 2     |
| 12=   | Lettonie        | 1  | 1      | 0      | 2     |
| 12=   | Corée du Nord   | 1  | 1      | 0      | 2     |
| 15    | Biélorussie     | 1  | 0      | 2      | 3     |
| 16    | Grèce           | 1  | 0      | 1      | 2     |
| 17=   | Chine           | 1  | 0      | 0      | 1     |
| 17=   | Tunisie         | 1  | 0      | 0      | 1     |
| 19=   | France          | 0  | 1      | 0      | 1     |
| 19=   | Rwanda          | 0  | 1      | 0      | 1     |
| 19=   | Corée du Sud    | 0  | 1      | 0      | 1     |
| 19=   | Sri Lanka       | 0  | 1      | 0      | 1     |
| 23=   | Algérie         | 0  | 0      | 1      | 1     |
| 23=   | Autriche        | 0  | 0      | 1      | 1     |
| 23=   | Belgique        | 0  | 0      | 1      | 1     |
| 23=   | Botswana        | 0  | 0      | 1      | 1     |
| 23=   | Colombie        | 0  | 0      | 1      | 1     |
| 23=   | Chypre          | 0  | 0      | 1      | 1     |
| 23=   | Finlande        | 0  | 0      | 1      | 1     |
| 23=   | Qatar           | 0  | 0      | 1      | 1     |
| 23=   | Suède           | 0  | 0      | 1      | 1     |
| 23=   | Tanzanie        | 0  | 0      | 1      | 1     |
| Total | Total           | 37 | 32     | 34     | 103   |